# النقل السريع لمنطقة الخليج
النقل السريع لمنطقة الخليج (بالإنجليزية: Bay Area Rapid Transit)‏ أو اختصارا بارت (BART) هو نظام مترو يخدم منطقة خليج سان فرانسيسكو. يربط هذا النظام مدينة سان فرانسيسكو مع مدن منطقة شرق الخليج وأرياف مقاطعة سان ماتيو. تمتد خطوط نظام المترو على طول 167 كيلو متر، وله 5 خطوط و 44 محطة. ينقل المترو ما يقارب 380 ألف نسمة يوميا، وهذا يجعله خامس أكثر نظام نقل مترو اكتظاظا في الولايات المتحدة الأمريكية.

## وصلات خارجية
- الموقع الرسمي